# Puchar Kontynentalny 2017/2018
21. edycja Pucharu Kontynentalnego rozgrywana była od 29 września 2017 roku do 14 stycznia 2018 roku.
Ostateczne miejsca rozgrywanych turniejów zostały potwierdzone w Bratysławie. Do rozgrywek przystąpi zespół aktualnego wicemistrza Polski – GKS Tychy, który rozpoczął zmagania od II rundy.

## Uczestnicy
| Runda          | Data                              | Grupa   | Miejsce                                    | Drużyna                                                                       |
| -------------- | --------------------------------- | ------- | ------------------------------------------ | ----------------------------------------------------------------------------- |
| Pierwsza runda | 29 września – 1 października 2017 | Grupa A | Hala Pionir · Belgrad · Serbia             | SK Irbis-Skate KHK Crvena zvezda Zeytinburnu Belediyespor Esja UMFK Reykjavík |
| Druga runda    | 20–22 października 2017           | Grupa B | Kurbads Ledus Halle · Ryga · Łotwa         | GKS Tychy Donbas Donieck HK Kurbads Narva PSK                                 |
| Druga runda    | 20–22 października 2017           | Grupa C | Brașov Olympic Ice Rink · Brasov · Rumunia | DVTK Jegesmedvék Corona Brașov CHH Txuri Urdin KHK Crvena zvezda              |
| Trzecia runda  | 17–19 listopada 2017              | Grupa D | Saxo Bank Arena · Rungsted · Dania         | Sheffield Steelers Rungsted Seier Capital Junost' Mińsk HK Kurbads            |
| Trzecia runda  | 17–19 listopada 2017              | Grupa E | Arena Ritten · Ritten · Włochy             | Brûleurs de Loups Nomad Astana Ritten Sport DVTK Jegesmedvék                  |
| Superfinał     | 12–14 stycznia 2018               | Grupa F | Cziżowka-Ariena · Mińsk · Białoruś         | Junost' Mińsk Nomad Astana Ritten Sport Sheffield Steelers                    |

## I runda

### Grupa A
Tabela

| Lp. | Zespół                   | M | Pkt | Z | WpD | PpD | P | G+ | G- | +/− |
| --- | ------------------------ | - | --- | - | --- | --- | - | -- | -- | --- |
| 1   | KHK Crvena zvezda        | 3 | 8   | 3 | 1   | 0   | 0 | 15 | 8  | +7  |
| 2   | Zeytinburnu Belediyespor | 3 | 5   | 2 | 1   | 0   | 1 | 10 | 9  | +1  |
| 3   | SK Irbis-Skate           | 3 | 4   | 1 | 0   | 1   | 1 | 11 | 11 | 0   |
| 4   | Esja UMFK Reykjavík      | 3 | 1   | 0 | 0   | 1   | 2 | 5  | 13 | -8  |

Wyniki
| 29 września 2017 | Zeytinburnu Belediyespor | 4:3 | SK Irbis-Skate | Hala Pionir, Belgrad |

| Szczegóły      | Szczegóły                                                                              | Szczegóły       | Szczegóły                                                     | Szczegóły                                                                             |
| -------------- | -------------------------------------------------------------------------------------- | --------------- | ------------------------------------------------------------- | ------------------------------------------------------------------------------------- |
| Godzina: 16:00 | J. Łomakin (EQ) 08:29 J. Łomakin (PP2) 39:29 J. Łomakin (EQ) 41:37 S. Gümüş (EQ) 56:38 | (1:2, 1:1, 2:0) | 02:33 (EQ) K. Simo 15:14 (PP) S. Muhaczew 31:57 (PP) E. Orłow | Widzów: 23 Sędzia główny: Lehel Gergely Sędziowie liniowi: Tibor Fazekas David Perduv |
| Godzina: 16:00 | 12 min. kar                                                                            |                 | 12 min. kar                                                   | Widzów: 23 Sędzia główny: Lehel Gergely Sędziowie liniowi: Tibor Fazekas David Perduv |

| 29 września 2017 | KHK Crvena zvezda | 6:1 | Esja UMFK Reykjavík | Hala Pionir, Belgrad |

| Szczegóły      | Szczegóły | Szczegóły       | Szczegóły                | Szczegóły                                                                                         |
| -------------- | --- | --------------- | ------------------------ | ------------------------------------------------------------------------------------------------- |
| Godzina: 19:30 | D. Sefič (EQ) 04:40 D. Sefič (EQ) 14:21 D. Sefič (PP) 16:42 U. Bjelogrlić (EQ) 41:44 P. Podunavac (PP) 43:24 P. Podunavac (PP) 48:24 | (3:0, 0:1, 3:0) | 34:38 (EQ) R. Sigurðsson | Widzów: 142 Sędzia główny: Jeronimus den Ridder Sędziowie liniowi: Viesturs Lēvalds Darko Popovic |
| Godzina: 19:30 | 8 min. kar |                 | 12 min. kar              | Widzów: 142 Sędzia główny: Jeronimus den Ridder Sędziowie liniowi: Viesturs Lēvalds Darko Popovic |

| 30 września 2017 | SK Irbis-Skate | 4:2 | Esja UMFK Reykjavík | Hala Pionir, Belgrad |

| Szczegóły      | Szczegóły                                                                                 | Szczegóły       | Szczegóły                                      | Szczegóły                                                                               |
| -------------- | ----------------------------------------------------------------------------------------- | --------------- | ---------------------------------------------- | --------------------------------------------------------------------------------------- |
| Godzina: 16:00 | M. Perminow (EQ) 37:47 A. Jotow (SH) 39:13 S. Muhaczew (EQ) 45:40 M. Bojadżiew (EQ) 56:14 | (0:0, 2:1, 2:1) | 35:20 (EQ) J. Semorád 46:49 (PP) E. Þormóðsson | Widzów: 30 Sędzia główny: Simone Lega Sędziowie liniowi: Viesturs Lēvalds Darko Popovic |
| Godzina: 16:00 | 12 min. kar                                                                               |                 | 10 min. kar                                    | Widzów: 30 Sędzia główny: Simone Lega Sędziowie liniowi: Viesturs Lēvalds Darko Popovic |

| 30 września 2017 | KHK Crvena zvezda | 4:3 | Zeytinburnu Belediyespor | Hala Pionir, Belgrad |

| Szczegóły      | Szczegóły                                                                            | Szczegóły       | Szczegóły                                                      | Szczegóły                                                                              |
| -------------- | ------------------------------------------------------------------------------------ | --------------- | -------------------------------------------------------------- | -------------------------------------------------------------------------------------- |
| Godzina: 19:30 | I. Anić (EQ) 21:09 D. Sefič (PP) 26:52 M. Buczkin (EQ) 50:20 P. Podunavac (EQ) 58:03 | (0:0, 2:1, 2:2) | 39:38 (PP) J. Guriejew 46:57 (PP) S. Gümüş 58:50 (EQ) E. Özmen | Widzów: 125 Sędzia główny: Lehel Gergely Sędziowie liniowi: Tibor Fazekas David Perduv |
| Godzina: 19:30 | 14 min. kar                                                                          |                 | 6 min. kar                                                     | Widzów: 125 Sędzia główny: Lehel Gergely Sędziowie liniowi: Tibor Fazekas David Perduv |

| 1 października 2017 | Esja UMFK Reykjavík | 2:3 pk. | Zeytinburnu Belediyespor | Hala Pionir, Belgrad |

| Szczegóły      | Szczegóły                                 | Szczegóły                 | Szczegóły                                                                   | Szczegóły                                                                                    |
| -------------- | ----------------------------------------- | ------------------------- | --------------------------------------------------------------------------- | -------------------------------------------------------------------------------------------- |
| Godzina: 16:00 | J. Semorád (EQ) 49:16 P. Maack (PP) 50:37 | (0:0, 0:1, 2:1, 0:0, 0:1) | 26:24 (PP) M. Dimitrovici 44:37 (EQ) J. Łomakin 65:00 (SO) A. Wojciechowski | Widzów: 20 Sędzia główny: Jeronimus den Ridder Sędziowie liniowi: Tibor Fazekas David Perduv |
| Godzina: 16:00 | 28 min. kar                               |                           | 22 min. kar                                                                 | Widzów: 20 Sędzia główny: Jeronimus den Ridder Sędziowie liniowi: Tibor Fazekas David Perduv |

| 1 października 2017 | SK Irbis-Skate | 4:5 pd. | KHK Crvena zvezda | Hala Pionir, Belgrad |

| Szczegóły      | Szczegóły                                                                               | Szczegóły            | Szczegóły                                                                                   | Szczegóły                                                                                |
| -------------- | --------------------------------------------------------------------------------------- | -------------------- | ------------------------------------------------------------------------------------------- | ---------------------------------------------------------------------------------------- |
| Godzina: 19:30 | I. Malinjak (EQ) 15:05 L. Bustin (PP2) 34:27 I. Malinjak (PP) 42:21 A. Jotow (EQ) 44:23 | (1:2, 1:1, 2:1, 0:1) | 04:17 (EQ) N. Kerezović 14:47 (EQ) D. Sefič 31:34 (PP) N. Vučurević 56:12 (PP) N. Vučurević | Widzów: 180 Sędzia główny: Simone Lega Sędziowie liniowi: Viesturs Lēvalds Darko Popovic |
| Godzina: 19:30 | 10 min. kar                                                                             |                      | 16 min. kar                                                                                 | Widzów: 180 Sędzia główny: Simone Lega Sędziowie liniowi: Viesturs Lēvalds Darko Popovic |

## II runda

### Grupa B
Tabela

| Lp. | Zespół         | M | Pkt | Z | WpD | PpD | P | G+ | G- | +/− |
| --- | -------------- | - | --- | - | --- | --- | - | -- | -- | --- |
| 1   | HK Kurbads     | 3 | 9   | 3 | 0   | 0   | 0 | 15 | 4  | +11 |
| 2   | GKS Tychy      | 3 | 6   | 2 | 0   | 0   | 1 | 17 | 7  | +10 |
| 3   | Donbas Donieck | 3 | 3   | 1 | 0   | 0   | 2 | 7  | 14 | -7  |
| 4   | Narva PSK      | 3 | 0   | 0 | 0   | 0   | 3 | 3  | 17 | -14 |

Wyniki
| 20 października 2017 | Donbas Donieck | 4:2 | Narva PSK | Kurbads Ledus Halle, Ryga |

| Szczegóły      | Szczegóły                                                                                    | Szczegóły       | Szczegóły                             | Szczegóły                                                                                             |
| -------------- | -------------------------------------------------------------------------------------------- | --------------- | ------------------------------------- | --- |
| Godzina: 15:30 | S. Kuźmik (PP) 02:06 I. Sawczenko (EQ) 35:51 D. Ihnatenko (PP) 44:37 I. Sawczenko (EQ) 56:22 | (1:1, 1:0, 2:1) | 12:21 (EQ) I. Ilin 45:39 (EQ) K. Ilin | Widzów: 153 Sędzia główny: Robin Berg Michael Weber Sędziowie liniowi: Andrejs Jakovlevs Maris Locans |
| Godzina: 15:30 | 4 min. kar                                                                                   |                 | 12 min. kar                           | Widzów: 153 Sędzia główny: Robin Berg Michael Weber Sędziowie liniowi: Andrejs Jakovlevs Maris Locans |

| 20 października 2017 | HK Kurbads | 5:2 | GKS Tychy | Kurbads Ledus Halle, Ryga |

| Szczegóły      | Szczegóły | Szczegóły       | Szczegóły                                   | Szczegóły                                                                                               |
| -------------- | --- | --------------- | ------------------------------------------- | --- |
| Godzina: 19:30 | M. Cipulis (EQ) 15:20 J. Sprukts (PP) 31:05 M. Lavrovs (EQ) 37:13 G. Gricinskis (EQ) 45:43 S. Zolmanis (EQ) 49:18 | (1:0, 2:0, 2:2) | 49:43 (EQ) J. Witecki 52:03 (EQ) J. Witecki | Widzów: 840 Sędzia główny: Patrick Gruber Christoffer Hurtik Sędziowie liniowi: Uldis Buss Kriss Kupcus |
| Godzina: 19:30 | 20 min. kar |                 | 26 min. kar                                 | Widzów: 840 Sędzia główny: Patrick Gruber Christoffer Hurtik Sędziowie liniowi: Uldis Buss Kriss Kupcus |

| 21 października 2017 | GKS Tychy | 11:0 | Narva PSK | Kurbads Ledus Halle, Ryga |

| Szczegóły      | Szczegóły | Szczegóły       | Szczegóły   | Szczegóły                                                                                            |
| -------------- | --- | --------------- | ----------- | --- |
| Godzina: 14:00 | B. Pociecha (PP) 02:22 J. Rzeszutko (PP) 08:08 B. Jeziorski (PP) 10:15 A. Bagiński (PP) 22:01 A. Szczechura (EQ) 27:38 A. Bagiński (EQ) 33:31 P. Kogut (EQ) 34:52 M. Cichy (EQ) 37:01 A. Bagiński (PP) 41:02 F. Komorski (PP) 51:34 M. Cichy (EQ) 59:25 | (3:0, 5:0, 3:0) |             | Widzów: 307 Sędzia główny: Patrick Gruber Michael Weber Sędziowie liniowi: Kriss Kupcus Maris Locans |
| Godzina: 14:00 | 16 min. kar |                 | 20 min. kar | Widzów: 307 Sędzia główny: Patrick Gruber Michael Weber Sędziowie liniowi: Kriss Kupcus Maris Locans |

| 21 października 2017 | Donbas Donieck | 1:8 | HK Kurbads | Kurbads Ledus Halle, Ryga |

| Szczegóły      | Szczegóły           | Szczegóły       | Szczegóły | Szczegóły                                                                                                |
| -------------- | ------------------- | --------------- | --- | --- |
| Godzina: 18:00 | W. Lalka (PP) 35:47 | (0:2, 1:4, 0:2) | 04:12 (EQ) M. Lavrovs 19:17 (EQ) M. Lavrovs 22:46 (PP) M. Gipters 29:42 (EQ) M. Cipulis 33:38 (PP) S. Zolmanis 39:27 (EQ) G. Gricinskis 42:30 (PP) M. Cipulis 57:27 (EQ) D. Sarkanis | Widzów: 418 Sędzia główny: Robin Berg Christoffer Hurtik Sędziowie liniowi: Uldis Buss Andrejs Jakovlevs |
| Godzina: 18:00 | 6 min. kar          |                 | 10 min. kar | Widzów: 418 Sędzia główny: Robin Berg Christoffer Hurtik Sędziowie liniowi: Uldis Buss Andrejs Jakovlevs |

| 22 października 2017 | GKS Tychy | 4:2 | Donbas Donieck | Kurbads Ledus Halle, Ryga |

| Szczegóły      | Szczegóły                                                                            | Szczegóły       | Szczegóły                                 | Szczegóły |
| -------------- | ------------------------------------------------------------------------------------ | --------------- | ----------------------------------------- | --- |
| Godzina: 14:00 | B. Pociecha (PP) 13:34 J. Witecki (EQ) 16:18 M. Cichy (SH) 18:07 P. Kogut (SH) 59:45 | (3:0, 0:2, 1:0) | 22:19 (PP) W. Lalka 30:49 (PP2) S. Kuźmik | Widzów: 576 Sędzia główny: Christoffer Hurtik Michael Weber Sędziowie liniowi: Andrejs Jakovlevs Kriss Kupcus |
| Godzina: 14:00 | 30 min. kar                                                                          |                 | 12 min. kar                               | Widzów: 576 Sędzia główny: Christoffer Hurtik Michael Weber Sędziowie liniowi: Andrejs Jakovlevs Kriss Kupcus |

| 22 października 2017 | Narva PSK | 1:2 | HK Kurbads | Kurbads Ledus Halle, Ryga |

| Szczegóły      | Szczegóły               | Szczegóły       | Szczegóły                                  | Szczegóły                                                                                       |
| -------------- | ----------------------- | --------------- | ------------------------------------------ | ----------------------------------------------------------------------------------------------- |
| Godzina: 18:00 | A. Kuznetsov (EQ) 04:13 | (1:0, 0:1, 0:1) | 23:19 (EQ) S. Zolmanis 49:08 (EQ) T. Bluks | Widzów: 781 Sędzia główny: Robin Berg Patrick Gruber Sędziowie liniowi: Uldis Buss Maris Locans |
| Godzina: 18:00 | 12 min. kar             |                 | 8 min. kar                                 | Widzów: 781 Sędzia główny: Robin Berg Patrick Gruber Sędziowie liniowi: Uldis Buss Maris Locans |

### Grupa C
Tabela

| Lp. | Zespół            | M | Pkt | Z | WpD | PpD | P | G+ | G- | +/− |
| --- | ----------------- | - | --- | - | --- | --- | - | -- | -- | --- |
| 1   | DVTK Jegesmedvék  | 3 | 9   | 3 | 0   | 0   | 0 | 12 | 1  | +11 |
| 2   | Corona Brașov     | 3 | 6   | 2 | 0   | 0   | 1 | 12 | 8  | +4  |
| 3   | CHH Txuri Urdin   | 3 | 2   | 0 | 1   | 0   | 2 | 4  | 11 | -7  |
| 4   | KHK Crvena zvezda | 3 | 1   | 0 | 0   | 1   | 2 | 7  | 15 | -8  |

Wyniki
| 20 października 2017 | CHH Txuri Urdin | 0:5 | DVTK Jegesmedvék | Brașov Olympic Ice Rink, Braszów |

| Szczegóły      | Szczegóły   | Szczegóły       | Szczegóły                                                                                              | Szczegóły |
| -------------- | ----------- | --------------- | --- | --- |
| Godzina: 14:30 |             | (0:3, 0:2, 0:0) | 08:35 (EQ) M. Miskolczi 13:31 (EQ) B. Magosi 18:23 (PP) C. Joe 34:04 (PP) P. Sakaris 34:50 (EQ) C. Joe | Widzów: 65 Sędzia główny: Lehel Gergely Bartosz Kaczmarek Sędziowie liniowi: Csaba Bandi Levente Csata Szekely |
| Godzina: 14:30 | 12 min. kar |                 | 12 min. kar                                                                                            | Widzów: 65 Sędzia główny: Lehel Gergely Bartosz Kaczmarek Sędziowie liniowi: Csaba Bandi Levente Csata Szekely |

| 20 października 2017 | Corona Brașov | 8:4 | KHK Crvena zvezda | Brașov Olympic Ice Rink, Brasov |

| Szczegóły      | Szczegóły | Szczegóły       | Szczegóły                                                                             | Szczegóły                                                                                             |
| -------------- | --- | --------------- | ------------------------------------------------------------------------------------- | --- |
| Godzina: 18:30 | E. Mihály (EQ) 02:11 M. Wilgosh (EQ) 03:04 B. Walls (EQ) 08:47 B. Walls (EQ) 12:27 M. Saluga (EQ) 17:57 E. Stoflet (EQ) 38:04 B. Walls (EQ) 40:26 G. Bíró (EQ) 40:44 | (5:1, 1:1, 2:2) | 02:37 (EQ) I. Ołonow 37:43 (EQ) I. Ołonow 43:27 (EQ) D. Sefič 59:55 (SH) L. Vukičević | Widzów: 566 Sędzia główny: Daniel Bojle Viki Trilar Sędziowie liniowi: Mihai Paul Levente Siko Szilad |
| Godzina: 18:30 | 4 min. kar |                 | 8 min. kar                                                                            | Widzów: 566 Sędzia główny: Daniel Bojle Viki Trilar Sędziowie liniowi: Mihai Paul Levente Siko Szilad |

| 21 października 2017 | DVTK Jegesmedvék | 4:1 | KHK Crvena zvezda | Brașov Olympic Ice Rink, Brasov |

| Szczegóły      | Szczegóły                                                                                | Szczegóły       | Szczegóły               | Szczegóły |
| -------------- | ---------------------------------------------------------------------------------------- | --------------- | ----------------------- | --- |
| Godzina: 14:30 | P. Sakaris (PP) 21:35 M. Miskolczi (EQ) 29:01 N. Galanisz (EQ) 40:31 A. Pavuk (EQ) 51:03 | (0:0, 2:1, 2:0) | 32:18 (EQ) M. Brkušanin | Widzów: 142 Sędzia główny: Lehel Gergely Viki Trilar Sędziowie liniowi: Levente Csata Szekely Levente Siko Szilad |
| Godzina: 14:30 | 14 min. kar                                                                              |                 | 12 min. kar             | Widzów: 142 Sędzia główny: Lehel Gergely Viki Trilar Sędziowie liniowi: Levente Csata Szekely Levente Siko Szilad |

| 21 października 2017 | Corona Brașov | 4:1 | CHH Txuri Urdin | Brașov Olympic Ice Rink, Brasov |

| Szczegóły      | Szczegóły                                                                        | Szczegóły       | Szczegóły             | Szczegóły                                                                                           |
| -------------- | -------------------------------------------------------------------------------- | --------------- | --------------------- | --------------------------------------------------------------------------------------------------- |
| Godzina: 18:30 | R. Filip (EQ) 06:26 R. Filip (PP2) 41:09 B. Walls (PP2) 42:28 L. Zsók (EQ) 58:54 | (1:0, 0:1, 3:0) | 23:43 (EQ) P. Fuentes | Widzów: 594 Sędzia główny: Daniel Bojle Bartosz Kaczmarek Sędziowie liniowi: Csaba Bandi Mihai Paul |
| Godzina: 18:30 | 75 min. kar                                                                      |                 | 26 min. kar           | Widzów: 594 Sędzia główny: Daniel Bojle Bartosz Kaczmarek Sędziowie liniowi: Csaba Bandi Mihai Paul |

| 22 października 2017 | KHK Crvena zvezda | 2:3 pd. | CHH Txuri Urdin | Brașov Olympic Ice Rink, Brasov |

| Szczegóły      | Szczegóły                                        | Szczegóły            | Szczegóły                                                             | Szczegóły                                                                                                |
| -------------- | ------------------------------------------------ | -------------------- | --------------------------------------------------------------------- | --- |
| Godzina: 14:30 | M. Brkušanin (EQ) 16:46 U. Bjelogrlić (EQ) 39:32 | (1:1, 1:1, 0:0, 0:1) | 09:55 (PP) V. Lantoš 36:15 (EQ) I. Solórzano 61:33 (PP2) I. Solórzano | Widzów: 28 Sędzia główny: Daniel Bojle Lehel Gergely Sędziowie liniowi: Levente Csata Szekely Mihai Paul |
| Godzina: 14:30 | 28 min. kar                                      |                      | 16 min. kar                                                           | Widzów: 28 Sędzia główny: Daniel Bojle Lehel Gergely Sędziowie liniowi: Levente Csata Szekely Mihai Paul |

| 22 października 2017 | DVTK Jegesmedvék | 3:0 | Corona Brașov | Brașov Olympic Ice Rink, Brasov |

| Szczegóły      | Szczegóły                                                            | Szczegóły       | Szczegóły   | Szczegóły |
| -------------- | -------------------------------------------------------------------- | --------------- | ----------- | --- |
| Godzina: 18:30 | A. Rantanen (EQ) 05:30 M. Miskolczi (PP) 10:47 P. Sakaris (PP) 50:55 | (2:0, 0:0, 1:0) |             | Widzów: 1085 Sędzia główny: Bartosz Kaczmarek Viki Trilar Sędziowie liniowi: Csaba Bandi Levente Siko Szilad |
| Godzina: 18:30 | 12 min. kar                                                          |                 | 37 min. kar | Widzów: 1085 Sędzia główny: Bartosz Kaczmarek Viki Trilar Sędziowie liniowi: Csaba Bandi Levente Siko Szilad |

## III runda

### Grupa D
Tabela

| Lp. | Zespół                 | M | Pkt | Z | WpD | PpD | P | G+ | G- | +/− |
| --- | ---------------------- | - | --- | - | --- | --- | - | -- | -- | --- |
| 1   | Junost' Mińsk          | 3 | 9   | 3 | 0   | 0   | 0 | 13 | 4  | +9  |
| 2   | Sheffield Steelers     | 3 | 5   | 1 | 1   | 0   | 1 | 10 | 13 | -3  |
| 3   | HK Kurbads             | 3 | 3   | 1 | 0   | 0   | 2 | 12 | 12 | 0   |
| 4   | Rungsted Seier Capital | 3 | 1   | 0 | 0   | 1   | 2 | 9  | 15 | -6  |

Wyniki
| 17 listopada 2017 | Junost' Mińsk | 7:1 | Sheffield Steelers | Saxo Bank Arena, Rungsted |

| Szczegóły      | Szczegóły | Szczegóły       | Szczegóły         | Szczegóły |
| -------------- | --- | --------------- | ----------------- | --- |
| Godzina: 16:00 | A. Kohalau (EQ) 01:20 N. Mickiewycz (EQ) 07:55 W. Turkin (PP) 13:54 K. Zacharau (EQ) 23:15 P. Razwadouski (PP) 29:08 M. Slovák (PP) 39:06 W. Turkin (PP2) 59:29 | (3:0, 3:0, 1:1) | 51:48 (PP) M. Roy | Widzów: 641 Sędzia główny: Miroslav Stolc Milan Zrnic Sędziowie liniowi: Frederik Andersen Jacques Riisom-Birker |
| Godzina: 16:00 | 12 min. kar |                 | 14 min. kar       | Widzów: 641 Sędzia główny: Miroslav Stolc Milan Zrnic Sędziowie liniowi: Frederik Andersen Jacques Riisom-Birker |

| 17 listopada 2017 | Rungsted Seier Capital | 4:8 | HK Kurbads | Saxo Bank Arena, Rungsted |

| Szczegóły      | Szczegóły                                                                               | Szczegóły       | Szczegóły | Szczegóły |
| -------------- | --------------------------------------------------------------------------------------- | --------------- | --- | --- |
| Godzina: 19:45 | W. Boysen (PP) 01:15 E. Christensen (EQ) 16:38 R. Bergman (PP) 19:32 B. Nash (EQ) 34:32 | (3:3, 1:2, 0:3) | 08:16 (PP) J. Sprukts 12:08 (PP) A. Galkins 16:06 (EQ) M. Lavrovs 35:22 (EQ) G. Gricinskis 36:21 (EQ) E. Brancis 46:16 (PP) J. Sprukts 47:21 (PP) M. Gipters 48:26 (PP) M. Lavrovs | Widzów: 1168 Sędzia główny: Geoffrey Barcelo Guillaume Labonte Sędziowie liniowi: Nicklas Knosen Simon Molgaard |
| Godzina: 19:45 | 33 min. kar                                                                             |                 | 18 min. kar | Widzów: 1168 Sędzia główny: Geoffrey Barcelo Guillaume Labonte Sędziowie liniowi: Nicklas Knosen Simon Molgaard |

| 18 listopada 2017 | HK Kurbads | 2:4 | Junost' Mińsk | Saxo Bank Arena, Rungsted |

| Szczegóły      | Szczegóły                                 | Szczegóły       | Szczegóły                                                                                      | Szczegóły |
| -------------- | ----------------------------------------- | --------------- | ---------------------------------------------------------------------------------------------- | --- |
| Godzina: 16:00 | T. Bluks (EQ) 35:47 E. Brancis (EQ) 54:45 | (0:0, 1:2, 1:2) | 31:07 (EQ) A. Kohalau 36:33 (EQ) M. Parfiejewiec 45:24 (EQ) W. Turkin 52:57 (PP) A. Jefimienko | Widzów: 619 Sędzia główny: Geoffrey Barcelo Miroslav Stolc Sędziowie liniowi: Frederik Andersen Simon Molgaard |
| Godzina: 16:00 | 12 min. kar                               |                 | 6 min. kar                                                                                     | Widzów: 619 Sędzia główny: Geoffrey Barcelo Miroslav Stolc Sędziowie liniowi: Frederik Andersen Simon Molgaard |

| 18 listopada 2017 | Sheffield Steelers | 5:4 pk. | Rungsted Seier Capital | Saxo Bank Arena, Rungsted |

| Szczegóły      | Szczegóły | Szczegóły                 | Szczegóły                                                                                | Szczegóły |
| -------------- | --- | ------------------------- | ---------------------------------------------------------------------------------------- | --- |
| Godzina: 19:45 | L. Nelson (EQ) 30:18 J. Westerling (EQ) 33:14 R. Dowd (EQ) 34:20 L. Nelson (EQ) 54:04 M. Marquardt (SO) 65:00 | (0:2, 3:2, 1:0, 0:0, 1:0) | 07:42 (EQ) M. Nielsen 12:37 (EQ) N. Rosenthal 23:42 (EQ) J. Hansen 39:55 (EQ) R. Bergman | Widzów: 1283 Sędzia główny: Guillaume Labonte Milan Zrnic Sędziowie liniowi: Nicklas Knosen Jacques Riisom-Birker |
| Godzina: 19:45 | 10 min. kar                                                                                                   |                           | 2 min. kar                                                                               | Widzów: 1283 Sędzia główny: Guillaume Labonte Milan Zrnic Sędziowie liniowi: Nicklas Knosen Jacques Riisom-Birker |

| 19 listopada 2017 | Sheffield Steelers | 4:2 | HK Kurbads | Saxo Bank Arena, Rungsted |

| Szczegóły      | Szczegóły                                                                              | Szczegóły       | Szczegóły                                      | Szczegóły |
| -------------- | -------------------------------------------------------------------------------------- | --------------- | ---------------------------------------------- | --- |
| Godzina: 14:00 | J. Westerling (PP) 11:18 M. Roy (PP) 13:42 L. Nelson (PP) 14:41 B. O'Connor (SH) 59:56 | (3:2, 0:0, 1:0) | 12:29 (SH) G. Gricinskis 16:22 (PP) M. Gipters | Widzów: 915 Sędzia główny: Guillaume Labonte Miroslav Stolc Sędziowie liniowi: Frederik Andersen Nicklas Knosen |
| Godzina: 14:00 | 16 min. kar                                                                            |                 | 39 min. kar                                    | Widzów: 915 Sędzia główny: Guillaume Labonte Miroslav Stolc Sędziowie liniowi: Frederik Andersen Nicklas Knosen |

| 19 listopada 2017 | Rungsted Seier Capital | 1:2 | Junost' Mińsk | Saxo Bank Arena, Rungsted |

| Szczegóły      | Szczegóły             | Szczegóły       | Szczegóły                                   | Szczegóły |
| -------------- | --------------------- | --------------- | ------------------------------------------- | --- |
| Godzina: 18:00 | M. Nielsen (PP) 01:17 | (1:0, 0:2, 0:0) | 24:50 (EQ) A. Kohalau 32:21 (PP) A. Kohalau | Widzów: 650 Sędzia główny: Geoffrey Barcelo Milan Zrnic Sędziowie liniowi: Simon Molgaard Jacques Riisom-Birker |
| Godzina: 18:00 | 14 min. kar           |                 | 16 min. kar                                 | Widzów: 650 Sędzia główny: Geoffrey Barcelo Milan Zrnic Sędziowie liniowi: Simon Molgaard Jacques Riisom-Birker |

### Grupa E
Tabela

| Lp. | Zespół            | M | Pkt | Z | WpD | PpD | P | G+ | G- | +/− |
| --- | ----------------- | - | --- | - | --- | --- | - | -- | -- | --- |
| 1   | Nomad Astana      | 3 | 7   | 2 | 0   | 1   | 0 | 8  | 3  | +5  |
| 2   | Ritten Sport      | 3 | 6   | 2 | 0   | 0   | 1 | 6  | 4  | +2  |
| 3   | DVTK Jegesmedvék  | 3 | 4   | 0 | 2   | 0   | 1 | 5  | 5  | 0   |
| 4   | Brûleurs de Loups | 3 | 1   | 0 | 0   | 1   | 2 | 1  | 8  | -7  |

Wyniki
| 17 listopada 2017 | Nomad Astana | 1:2 pk. | DVTK Jegesmedvék | Arena Ritten, Ritten |

| Szczegóły      | Szczegóły                  | Szczegóły                 | Szczegóły                              | Szczegóły |
| -------------- | -------------------------- | ------------------------- | -------------------------------------- | --- |
| Godzina: 16:00 | J. Petuchow (EQ)(EA) 59:19 | (0:1, 0:0, 1:0, 0:0, 0:1) | 03:18 (EQ) L. Ritó 65:00 (SO) A. Pavuk | Widzów: 300 Sędzia główny: Johan Magnusson Paweł Meszyński Sędziowie liniowi: Federico Giacomozzi Alexander Wiest |
| Godzina: 16:00 | 10 min. kar                |                           | 10 min. kar                            | Widzów: 300 Sędzia główny: Johan Magnusson Paweł Meszyński Sędziowie liniowi: Federico Giacomozzi Alexander Wiest |

| 17 listopada 2017 | Ritten Sport | 2:0 | Brûleurs de Loups | Arena Ritten, Ritten |

| Szczegóły      | Szczegóły                                 | Szczegóły       | Szczegóły   | Szczegóły                                                                                                   |
| -------------- | ----------------------------------------- | --------------- | ----------- | --- |
| Godzina: 20:00 | A. Frei (EQ) 12:42 O. Ahlström (PP) 40:42 | (1:0, 0:0, 1:0) |             | Widzów: 910 Sędzia główny: Wiktor Birin Michael Tscherrig Sędziowie liniowi: Daniel Rigoni Michele Slaviero |
| Godzina: 20:00 | 6 min. kar                                |                 | 12 min. kar | Widzów: 910 Sędzia główny: Wiktor Birin Michael Tscherrig Sędziowie liniowi: Daniel Rigoni Michele Slaviero |

| 18 listopada 2017 | Brûleurs de Loups | 1:2 pd. | DVTK Jegesmedvék | Arena Ritten, Ritten |

| Szczegóły      | Szczegóły            | Szczegóły            | Szczegóły                                | Szczegóły                                                                                                   |
| -------------- | -------------------- | -------------------- | ---------------------------------------- | --- |
| Godzina: 16:00 | A. Baazzi (PP) 06:36 | (1:0, 0:1, 0:0, 0:1) | 33:51 (EQ) N. Galanisz 64:18 (EQ) J. Vas | Widzów: 432 Sędzia główny: Wiktor Birin Paweł Meszyński Sędziowie liniowi: Michele Slaviero Alexander Wiest |
| Godzina: 16:00 | 14 min. kar          |                      | 6 min. kar                               | Widzów: 432 Sędzia główny: Wiktor Birin Paweł Meszyński Sędziowie liniowi: Michele Slaviero Alexander Wiest |

| 18 listopada 2017 | Nomad Astana | 3:1 | Ritten Sport | Arena Ritten, Ritten |

| Szczegóły      | Szczegóły                                                                    | Szczegóły       | Szczegóły              | Szczegóły |
| -------------- | ---------------------------------------------------------------------------- | --------------- | ---------------------- | --- |
| Godzina: 20:00 | J. Jewdokimow (EQ) 11:05 I. Wierieszagin (EQ) 22:52 J. Jewdokimow (PP) 35:03 | (1:1, 2:0, 0:0) | 08:28 (EQ) O. Ahlström | Widzów: 1050 Sędzia główny: Johan Magnusson Michael Tscherrig Sędziowie liniowi: Federico Giacomozzi Daniel Rigoni |
| Godzina: 20:00 | 12 min. kar                                                                  |                 | 20 min. kar            | Widzów: 1050 Sędzia główny: Johan Magnusson Michael Tscherrig Sędziowie liniowi: Federico Giacomozzi Daniel Rigoni |

| 19 listopada 2017 | Brûleurs de Loups | 0:4 | Nomad Astana | Arena Ritten, Ritten |

| Szczegóły      | Szczegóły   | Szczegóły       | Szczegóły                                                                                       | Szczegóły |
| -------------- | ----------- | --------------- | ----------------------------------------------------------------------------------------------- | --- |
| Godzina: 16:00 |             | (0:1, 0:1, 0:2) | 17:35 (SH) R. Raczinski 26:55 (PP) J. Jewdokimow 51:00 (EQ) A. Asietow 55:20 (PP2) N. Michajlis | Widzów: 310 Sędzia główny: Paweł Meszyński Michael Tscherrig Sędziowie liniowi: Daniel Rigoni Alexander Wiest |
| Godzina: 16:00 | 18 min. kar |                 | 10 min. kar                                                                                     | Widzów: 310 Sędzia główny: Paweł Meszyński Michael Tscherrig Sędziowie liniowi: Daniel Rigoni Alexander Wiest |

| 19 listopada 2017 | DVTK Jegesmedvék | 1:3 | Ritten Sport | Arena Ritten, Ritten |

| Szczegóły      | Szczegóły             | Szczegóły       | Szczegóły                                                          | Szczegóły |
| -------------- | --------------------- | --------------- | ------------------------------------------------------------------ | --- |
| Godzina: 20:00 | P. Sakaris (PP) 59:07 | (0:1, 0:0, 1:2) | 17:07 (PP) T. Traversa 42:10 (PP) V. Ahlström 54:30 (PP2) R. Hofer | Widzów: 1237 Sędzia główny: Wiktor Birin Johan Magnusson Sędziowie liniowi: Federico Giacomozzi Michele Slaviero |
| Godzina: 20:00 | 55 min. kar           |                 | 91 min. kar                                                        | Widzów: 1237 Sędzia główny: Wiktor Birin Johan Magnusson Sędziowie liniowi: Federico Giacomozzi Michele Slaviero |

## Superfinał
Tabela

| Lp. | Zespół             | M | Pkt | Z | WpD | PpD | P | G+ | G- | +/− |
| --- | ------------------ | - | --- | - | --- | --- | - | -- | -- | --- |
| 1   | Junost' Mińsk      | 3 | 9   | 3 | 0   | 0   | 0 | 12 | 7  | +5  |
| 2   | Nomad Astana       | 3 | 5   | 1 | 1   | 0   | 1 | 10 | 8  | +2  |
| 3   | Sheffield Steelers | 3 | 3   | 1 | 0   | 0   | 2 | 7  | 10 | -3  |
| 4   | Ritten Sport       | 3 | 1   | 0 | 0   | 1   | 2 | 3  | 7  | -4  |

Wyniki
| 12 stycznia 2018 | Ritten Sport | 1:2 | Junost' Mińsk | Cziżowka-Ariena, Mińsk |

| Szczegóły      | Szczegóły           | Szczegóły       | Szczegóły                                       | Szczegóły |
| -------------- | ------------------- | --------------- | ----------------------------------------------- | --- |
| Godzina: 15:00 | D. Tudin (EQ) 56:39 | (0:2, 0:0, 1:0) | 07:33 (EQ) M. Płotnikow 10:16 (EQ) A. Karakułka | Widzów: 3120 Sędzia główny: Vladimír Pešina Marian Rohatsch Sędziowie liniowi: Dominik Altmann Gašper Jaka Zgonc |
| Godzina: 15:00 | 4 min. kar          |                 | 4 min. kar                                      | Widzów: 3120 Sędzia główny: Vladimír Pešina Marian Rohatsch Sędziowie liniowi: Dominik Altmann Gašper Jaka Zgonc |

| 12 stycznia 2018 | Nomad Astana | 5:1 | Sheffield Steelers | Cziżowka-Ariena, Mińsk |

| Szczegóły      | Szczegóły | Szczegóły       | Szczegóły            | Szczegóły                                                                                              |
| -------------- | --- | --------------- | -------------------- | --- |
| Godzina: 19:00 | A. Jakowlew (EQ) 01:51 W. Gurin (EQ) 23:48 N. Michajlis (PP2) 41:58 A. Asietow (EQ) 42:48 N. Michajlis (PP) 48:34 | (1:0, 1:0, 3:1) | 54:54 (EQ) E. Neiley | Widzów: 273 Sędzia główny: Daniel Konc Jurij Oskirko Sędziowie liniowi: Dmitrij Goliak Mikita Paliakou |
| Godzina: 19:00 | 33 min. kar |                 | 14 min. kar          | Widzów: 273 Sędzia główny: Daniel Konc Jurij Oskirko Sędziowie liniowi: Dmitrij Goliak Mikita Paliakou |

| 13 stycznia 2018 | Nomad Astana | 3:2 pk. | Ritten Sport | Cziżowka-Ariena, Mińsk |

| Szczegóły      | Szczegóły                                                          | Szczegóły                 | Szczegóły                              | Szczegóły                                                                                            |
| -------------- | ------------------------------------------------------------------ | ------------------------- | -------------------------------------- | --- |
| Godzina: 15:00 | N. Michajlis (EQ) 38:52 D. Grienc (EQ) 44:35 P. Żdachin (SO) 65:00 | (0:2, 1:0, 1:0, 0:0, 1:0) | 04:28 (EQ) K. Jean 17:24 (EQ) R. Hofer | Widzów: 262 Sędzia główny: Marcus Linde Jurij Oskirko Sędziowie liniowi: Paweł Badył Mikita Paliakou |
| Godzina: 15:00 | 10 min. kar                                                        |                           | 31 min. kar                            | Widzów: 262 Sędzia główny: Marcus Linde Jurij Oskirko Sędziowie liniowi: Paweł Badył Mikita Paliakou |

| 13 stycznia 2018 | Junost' Mińsk | 5:4 | Sheffield Steelers | Cziżowka-Ariena, Mińsk |

| Szczegóły      | Szczegóły | Szczegóły       | Szczegóły                                                                         | Szczegóły |
| -------------- | --- | --------------- | --------------------------------------------------------------------------------- | --- |
| Godzina: 19:00 | K. Pretnar (EQ) 03:28 A. Antonau (PP) 08:51 A. Kohalou (EQ) 23:07 A. Jefimienko (EQ) 43:07 A. Michnow (EQ) 57:33 | (2:2, 1:1, 2:1) | 13:08 (PP) M. Roy 18:18 (EQ) M. Roy 24:37 (EQ) M. Matheson 52:13 (EQ) M. Matheson | Widzów: 3800 Sędzia główny: Vladimír Pešina Marian Rohatsch Sędziowie liniowi: Jakob Schauer Gašper Jaka Zgonc |
| Godzina: 19:00 | 8 min. kar |                 | 16 min. kar                                                                       | Widzów: 3800 Sędzia główny: Vladimír Pešina Marian Rohatsch Sędziowie liniowi: Jakob Schauer Gašper Jaka Zgonc |

| 14 stycznia 2018 | Sheffield Steelers | 2:0 | Ritten Sport | Cziżowka-Ariena, Mińsk |

| Szczegóły      | Szczegóły                                     | Szczegóły       | Szczegóły   | Szczegóły                                                                                            |
| -------------- | --------------------------------------------- | --------------- | ----------- | --- |
| Godzina: 15:00 | A. Jämtin (PP) 15:48 J. Westerling (EQ) 33:38 | (1:0, 1:0, 0:0) |             | Widzów: 350 Sędzia główny: Daniel Konc Marian Rohatsch Sędziowie liniowi: Paweł Badył Dmitrij Goliak |
| Godzina: 15:00 | 12 min. kar                                   |                 | 12 min. kar | Widzów: 350 Sędzia główny: Daniel Konc Marian Rohatsch Sędziowie liniowi: Paweł Badył Dmitrij Goliak |

| 14 stycznia 2018 | Junost' Mińsk | 5:2 | Nomad Astana | Cziżowka-Ariena, Mińsk |

| Szczegóły      | Szczegóły | Szczegóły       | Szczegóły                                    | Szczegóły                                                                                                 |
| -------------- | --- | --------------- | -------------------------------------------- | --- |
| Godzina: 19:00 | P. Razwadouski (PP)(EA) 03:24 K. Zacharau (PP2) 19:47 A. Jefimienko (EQ) 24:27 P. Razwadouski (EQ) 37:45 M. Parfiejewiec (EQ) 50:51 | (2:1, 2:0, 1:1) | 13:37 (PP2) W. Gurin 41:48 (EQ) N. Michajlis | Widzów: 7600 Sędzia główny: Marcus Linde Vladimír Pešina Sędziowie liniowi: Dominik Altmann Jakob Schauer |
| Godzina: 19:00 | 12 min. kar |                 | 16 min. kar                                  | Widzów: 7600 Sędzia główny: Marcus Linde Vladimír Pešina Sędziowie liniowi: Dominik Altmann Jakob Schauer |

### Indywidualne
- Klasyfikacja strzelców:  Nikita Michajlis
- Klasyfikacja asystentów:  Michaił Płotnikow
- Klasyfikacja kanadyjska:  Nikita Michajlis
- Klasyfikacja skuteczności interwencji bramkarzy:  Patrick Killeen
- Klasyfikacja średniej goli straconych na mecz bramkarzy:  Patrick Killeen

Nagrody
W turnieju finałowym przyznano nagrody indywidualne:
- Najlepszy bramkarz turnieju:  Władimir Kramar´ (Nomad Astana)
- Najlepszy obrońca turnieju:  Mark Matheson (Sheffield Steelers)
- Najlepszy napastnik turnieju:  Nikita Michajlis (Nomad Astana)